# Čeotina
Čeotina (Čehotina, Ćehotina, Ćeotina, Ćotina) je rijeka u sjeverozapadnoj Crnoj Gori, desni pritok Drine. Izvire pod planinom Stožerom. Duga je 125 km, a površina slijeva iznosi 1380 km².
U gornjem toku protiče kroz usku, do 300 m duboku klisurastu dolinu, iz koje izlazi kod Pljevalja. Nakon proticanja kroz Pljevaljsku kotlinu, ponovo ima karakter planinske rijeke. U donjem toku, nizvodno od pritoke Kamenice, opet teče kroz duboku dolinu, s mjestimičnim erozijsko-tektonskim proširenjima. Od Vikoča do ušća teče teritorijom Bosne i Hercegovine.
Ulijeva se u Drinu kod Foče. Čeotina je, nakon Lima, najveća pritoka Drine. Njen sliv ima prosječno godišnje 975 mm padalina. Daje Drini prosječno 22,4 m³/s vode, a pri najnižim vodostajima u rujnu tek 2,60 m³/s.

## Vanjske poveznice
|  | Zajednički poslužitelj ima još gradiva o temi Čeotina |